# Беляев, Евгений Александрович
Евге́ний Алекса́ндрович Беля́ев (9 [21] февраля 1895, Ржев — 5 сентября 1964, Москва) — советский историк-востоковед (арабист), исламовед. Доктор исторических наук, почётный член АН Объединённой Арабской Республики. Один из авторов «Советской исторической энциклопедии».

## Биография
В 1922 году окончил Московский институт востоковедения. С 1924 года преподавал в этом Институте, позднее также в Военном институте иностранных языков и Высшей дипломатической школе МИД СССР. В 1945—1955 годах заведовал кафедрой истории стран Ближнего и Среднего Востока в Московском институте востоковедения. С 1951 года — научный сотрудник Института востоковедения АН СССР.
Награждён орденом «Знак Почёта».

## Научное наследие
Автор более 120 работ.
Книга «Арабы, ислам и Арабский халифат в раннее средневековье» является фундаментальным трудом по ранней истории ислама (в 1969 году была издана на английском языке). Большое внимание уделял исследованию сектантских движений в исламе («Мусульманское сектантство»), изучению зарубежного исламоведения.
Вёл большую педагогическую работу.
В своей деятельности академические исследования сочетал с публицистикой.

### Труды
- Б. А. Тураев // Тр. / Московский ин-т востоковедения. — М., 1946. — Вып. 3.
- Образование арабского государства и возникновение ислама // Доклады советской делегации на XXIII Международном конгрессе востоковедов. — М., 1954.
- Арабы в борьбе за независимость / под общ. ред Е. А. Беляева и Л. Н. Ватолиной. — М.: Государственное издательство политической литературы, 1957. — 415 с. — 25 000 экз.
- Мусульманское сектантство [Исторические очерки]. — М.: Главная редакция восточной литературы издательства «Наука», 1957. — 102 с.
- Луи Массиньон // Народы Азии и Африки. — 1963. — № 4.
- Арабы, ислам и Арабский халифат в раннее средневековье. — 2-е изд. — М.: Главная редакция восточной литературы издательства «Наука», 1966. — 279 с. — 9000 экз.
  - Arabs, Islam and the Arab caliphate in the early middle ages / translated from russian by Adolphe Gourevitch. — Second pbk ed. — Jerusalem : Jerusalem University Press ; New York : Frederick A. Praeger ; London : Pall Mall, 1969. — xi, 264 p. — ISBN 02-690-2517-0. — ISBN 978-0-269-02517-4.